# Raymond F. Lederer

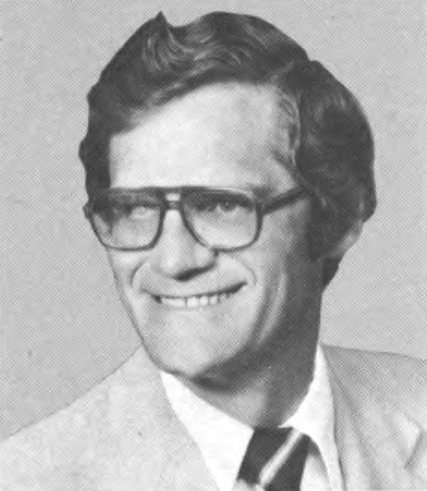
Raymond F. Lederer, 1977

Raymond Francis Lederer (* 19. Mai 1938 in Philadelphia, Pennsylvania; † 1. Dezember 2008 ebenda) war ein US-amerikanischer Politiker (Demokratische Partei), Abgeordneter im Repräsentantenhaus der Vereinigten Staaten und Verurteilter im Zuge der Operation Abscam des FBI.

## Leben
Raymond F. Lederer hatte von 1974 bis 1977 einen Sitz im Repräsentantenhaus von Pennsylvania. 1976 wurde er für den dritten Bezirk von Pennsylvania in den Kongress gewählt. Im Januar 1977 trat er sein Mandat an und wurde 1978 bestätigt. Er besiegte jeweils seine Konkurrenten der Republikanischen Partei (Republican Party) mit über 70 % der Wählerstimmen.

## Korruption und Operation Abscam
Zur Bekämpfung der Korruption und dem Handel mit gestohlenen Waren startete das FBI 1978 die Operation Abscam. In diesem Zusammenhang  gründeten die Ermittlungsbehörden die Firma "Abdul Enterprises, Ltd." und verdeckte FBI-Ermittler gaben sich als Geschäftsleute aus dem Nahen Osten aus. Bei geheimen Treffen mit Amtsträgern, welche auf Video aufgezeichnet  wurden, versprachen die Agenten diesen Geld im Gegenzug für politische Unterstützung zugunsten eines ungenannten Scheichs. Am 11. September 1979 wurde Lederer in einem Motel in New York dabei gefilmt, wie er mit den Worten “I can give you me” 50.000 USD Schmiergeld in bar entgegennahm. In einer späteren Verhandlung wurde Lederer u. a. zu einer Gefängnisstrafe verurteilt. Von allen verurteilten Politikern aus den Abscam-Verhandlungen wurde er als einziger bei den Wahlen 1980 nochmals wiedergewählt, trat jedoch zurück, um einer Entscheidung der Ethik-Kommission zuvorzukommen. Raymond Francis Lederer verbrachte 10 Monate im Gefängnis und verstarb im Alter von 70 Jahren an Lungenkrebs.